# Mohamed Boulacsoute
Mohamed Boulacsoute (en arabe : محمد بولكسوت), né le 23 septembre 1998 au Maroc, est un footballeur international marocain évoluant au poste de défenseur latéral au Raja Club Athletic.
Il commence sa carrière footballistique au centre de formation du Youssoufia Berrechid avant de rallier le Kawkab Marrakech en 2017 où il joue directement avec l'équipe première et s'impose comme joueur titulaire l'année suivante. En 2019, il signe avec le Chabab Mohammédia et s'assure la promotion en Botola Pro1. En 2022, il rejoint le Raja Club Athletic avec qui il remporte en 2024 le doublé coupe-championnat en restant invaincu, fait inédit dans l'histoire du football marocain.

## Biographie

### En club
Mohamed Boulacsoute intègre le centre de formation du Youssoufia Berrechid avant d'être transféré au Kawkab Marrakech en 2017. Il fait ses débuts professionnels en Botola Pro lors de la saison 2017-2018. Il dispute sept matchs de championnat en D1 marocaine.
Lors de la saison 2018-2019, il s'impose en tant que joueur titulaire et dispute 26 matchs et marque deux buts en D1 marocaine. Il termine la saison en étant relégué en D2 marocaine.
Le 20 août 2019, il signe au club SCCM de Mohammédia et termine la saison par être promu en Botola Pro.
Le 15 juillet 2022, il paraphe un contrat de trois saisons avec le Raja Club Athletic après la fin de son contrat. Le 6 janvier 2023, il reçoit sa première titularisation contre l'Ittihad de Tanger au titre de la 11e journée du championnat (victoire 3-0).
Le 15 juillet 2023 au Complexe sportif Moulay-Abdallah, le Raja dispute la finale de la Coupe du trône face à la RS Berkane, qui remporte ce match en prolongations après l'expulsion précoce de Marouane Hadhoudi et un pénalty annulé par la VAR (1-0),. 
La saison 2023-2024 voit le Raja réaliser un exploit historique en remportant le doublé coupe-championnat sans aucune défaite. Les Verts ont pourchassé l'AS FAR depuis le début de la saison jusqu'à la 29e journée quand Adam Ennafati marque le coup franc décisif à la dernière minute contre le Wydad et les propulse à la tête du classement. Le 14 juin 2024, le club s'assure le titre en s'imposant face au Mouloudia d'Oujda (0-3) et bat également le record des points avec 72 unités. Le 1er juillet, le Raja enchaîne avec une quatorzième victoire de suite en battant l'AS FAR encore une fois en finale de la Coupe du trône grâce au but décisif de Boulacsoute en fin de match qui assure au club le troisième doublé de son histoire (2-1).    

### En sélection
Le 29 décembre 2018, Mohamed Boulacsoute est convoqué pour une double confrontation contre la Gambie -23 ans, le 6 et le 9 janvier 2019 à Banjul.
En février 2019, il participe à un stage de préparation avec le Maroc olympique, du 3 au 6 février 2019 à Rabat.
Le 23 juillet 2025, il est annoncé parmi la liste des joueurs convoqués par Tarik Sektioui qui vont disputer le Championnat d'Afrique des nations 2024, prévu du 2 au 30 août 2025.

## Statistiques

### Statistiques détaillées
| Saison                | Club                  | Championnat           | Championnat | Championnat | Championnat | Coupe(s) nationale(s) | Coupe(s) nationale(s) | Coupe(s) nationale(s) | Compétition(s) continentale(s) | Compétition(s) continentale(s) | Compétition(s) continentale(s) | Compétition(s) continentale(s) | Total | Total | Total |
| Saison                | Club                  | Division              | M.          | B.          | P.d.        | M.                    | B.                    | P.d.                  | Comp.                          | M.                             | B.                             | P.d.                           | M.    | B.    | P.d.  |
| 2017-2018             | Kawkab de Marrakech   | Botola Pro            | 7           | 0           | 0           | -                     | -                     | -                     | -                              | -                              | -                              | -                              | 7     | 0     | 0     |
| 2018-2019             | Kawkab de Marrakech   | Botola Pro            | 26          | 2           | 4           | -                     | -                     | -                     | -                              | -                              | -                              | -                              | 26    | 2     | 4     |
| 2019-2020             | SCCM de Mohammédia    | Botola 2              | 10          | 4           | 0           | -                     | -                     | -                     | -                              | -                              | -                              | -                              | 10    | 4     | 0     |
| 2020-2021             | SCCM de Mohammédia    | Botola Pro            | 1           | 0           | 0           | 1                     | 0                     | 0                     | -                              | -                              | -                              | -                              | 2     | 0     | 0     |
| Total sur la carrière | Total sur la carrière | Total sur la carrière | 44          | 6           | 4           | 1                     | 0                     | 0                     | -                              | -                              | -                              | -                              | 45    | 6     | 4     |

### En sélection A'
| 0Sélections | Date         | Lieu                            | Adversaire  | Résultats | Minutes | Buts | Passes | Compétitions |
| ----------- | ------------ | ------------------------------- | ----------- | --------- | ------- | ---- | ------ | ------------ |
| 1           | 3 août 2025  | Nyayo National Stadium, Nairobi | Angola A'   | 2-0       | 11 min  | 0    | 0      | CHAN 2024    |
| 2           | 14 août 2025 | Nyayo National Stadium, Nairobi | Zambie A'   | 3-1       | 90 min  | 0    | 0      | CHAN 2024    |
| 3           | 17 août 2025 | Nyayo National Stadium, Nairobi | RD Congo A' | 3-1       | 90 min  | 0    | 0      | CHAN 2024    |

## Palmarès

### En club
Raja CA
- Botola Pro (1) :
  - Champion : 2023-24
- Coupe du Trône (1) :
  - Vainqueur : 2024
  - Finaliste : 2023

 SCCM de Mohammédia
- Championnat du Maroc D2 :
  - Vice-champion : 2019-20.